# Corynoneura minutussumus
Corynoneura minutussumus är en tvåvingeart som först beskrevs av Johann Wilhelm Meigen 1838.  Corynoneura minutussumus ingår i släktet Corynoneura och familjen fjädermyggor.
Artens utbredningsområde är Tyskland. Inga underarter finns listade i Catalogue of Life.